# División por galera
En aritmética, la división por galera (o por el método de la galera) es un antiguo algoritmo de división, utilizado de manera corriente por lo menos hasta el siglo XVII, y que fue sustituido progresivamente por el método actual de la división larga. El nombre proviene del parecido gráfico que se genera con este método y una galera (actualmente también puede designar a la «casilla de la división» que separa al divisor del dividendo).
Una versión primitiva de este método fue utilizada en 825 por Al-Khwarizmi, por lo que se cree que su origen puede ser árabe o hindú; sin embargo, las investigaciones de Lam Lay Yong señalan que el método de división por galera se originó ya en la antigua China. El matemático italiano Tartaglia (siglo XVI) lo describe en su Trattato di numeri et misure.
Asociado a este método, se encuentra la prueba del nueve, un algoritmo que, si bien no es completamente fiable, solía utilizarse para comprobar que los cálculos eran justos.

## Método
El método de la galera, aunque más complejo, es parecido al método moderno de la división larga. El cociente se construye por la derecha, y los minuendos y sustraendos de forma escalonada, por arriba y por debajo del dividendo, formando un diseño particular a medida que la división se expande.
- Ejemplo, división de 44977 entre 382.

```
A)        
67
          (Multiplicación: 
1
x382=
382
)  
   382 | 
449
77 | 
1
    (Resta: 
449
-
382
=
67
) 
         
382
```

```
B)        
29
          (Multiplicación: 
1
x382=
382
) 
          
67
5
         (Resta: 
677
-
382
=
295
)
   382 | 449
7
7 | 1
1

         382
2
         
          
38
```

```
C)         
2
          (Multiplicación: 
7
x382=
2674
) 
          
29
8
         (Resta: 
2957
-
2674
=
283
)   
          67
5
3
    
   382 | 4497
7
 | 
11
7
  Cociente: 
117
, Residuo: 
283
.
         3822
4
        
          38
7
  
          
26
```

- Ejemplo, división de 65284 entre 594.

```
A)        58       
(1x594)
 
   594 | 65284 | 
1
 
         
594
```

```
B)         
5
     (Resta: 652-594)   
          58
8
       
   594 | 652
8
4 | 10 
         594
4
 
          
59
```

```
C)         
5
     (Resta:5884-5346)  
          58
8
        
   594 | 625
84
 | 109 
         5944
4
 
          59
9
 
           
5
```

```
D)        1
5
          
Residuo: 538
 
          
53
3
  
         58
8
7
8
       
   594 | 65284 | 
109
 
(cociente)
 
         59444    
          599
           5
```